# John Drost
John Drost (Utrecht, 27 februari 1958) is een voormalig Nederlands bobsleeër.
Samen met piloot Job van Oostrum nam remmer Drost deel aan de Olympische Winterspelen in 1984 in Sarajevo. De Nederlandse tweemansbob werd daar zestiende.
Naast het bobsleeën was Drost actief als autocoureur. Sinds 1981 heeft hij een fitnesscentrum.